# Wonsees

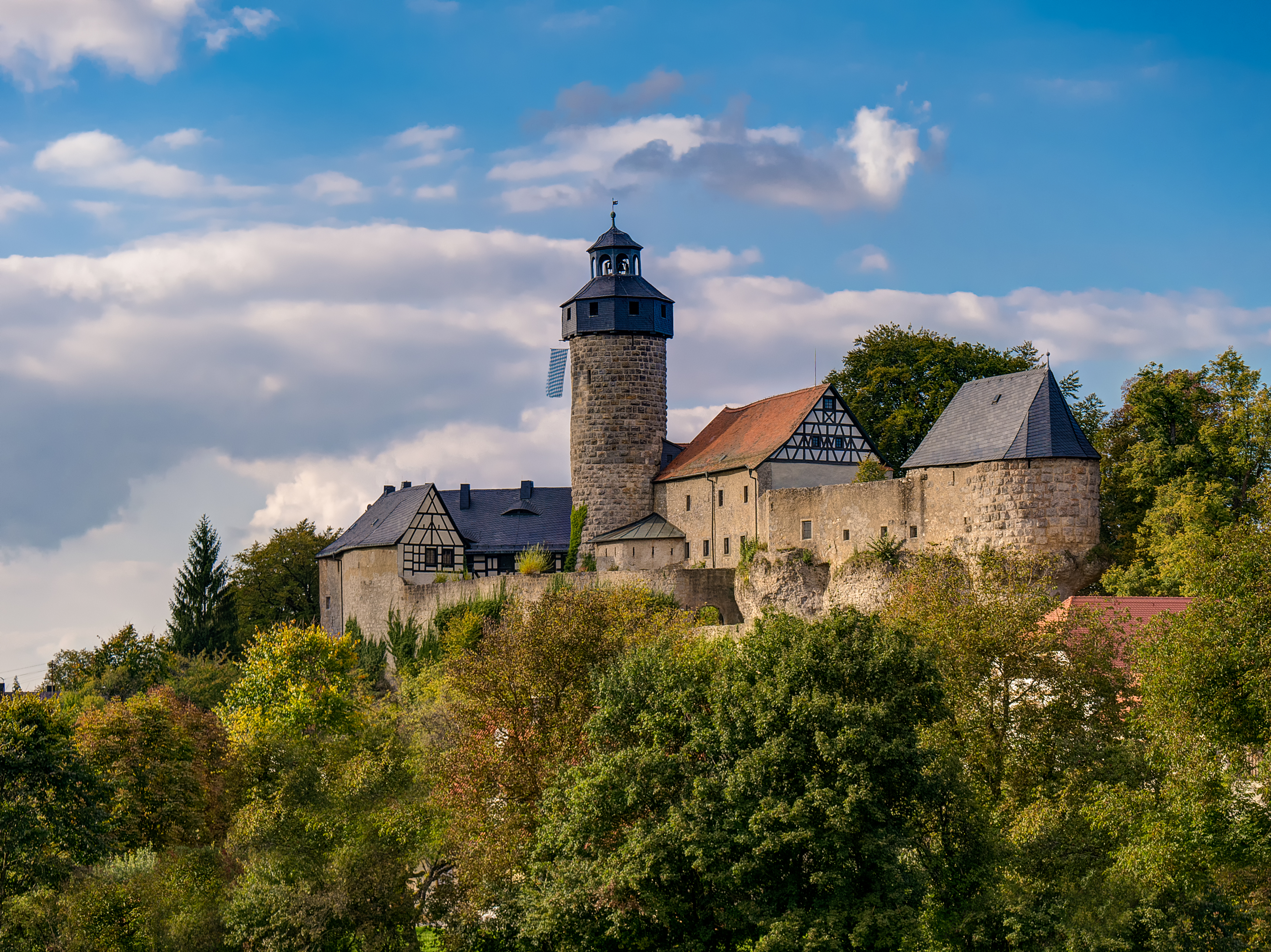
Castillo de Zwernitz, patrimonio cultural del estado de Bavaria

Wonsees es una ciudad de mercado (en alemán, marktgemeinde o simplemente market) situada en el distrito de Kulmbach, en el estado federado de Baviera (Alemania). Tiene una población estimada, a fines de 2020, de 1175 habitantes.
Está ubicado al norte del estado, en la región de Alta Franconia, cerca de la frontera con el estado de Turingia y de la confluencia de los ríos Meno Rojo y Meno Blanco, que dan lugar al río Meno —uno de los principales afluentes del Rin—.